# آنا روزا بايان
آنا روزا بايان هي سياسية مكسيكية يمينية من ولاية يوكاتان شغل في عام 2006 منصب مدير النظام الوطني للتنمية الأسرية المتكاملة في حكومة فيسنتي فوكس. في عام 2007 ترشحت لمنصب حاكم يوكاتان كمرشحة عن حزب العمل - التقارب.

## الحياة الشخصية
ولدت بايان لألفونسو بايان فلوريس وأورورا سيرفيرا دي بايان. حاصلة على بكالوريوس محاسبة.

## الحياة السياسية
انضمت بايان إلى حزب العمل الوطني في عام 1983 ومنذ ذلك العام وحتى أوائل عام 2007 كانت عضوًا نشطًا في حزب العمل الوطني. شغلت منصب نائب فيدرالي من عام 1988 إلى عام 1990 ممثلة لدائرة يوكاتان الأولى، وعمدة ميريدا من 1991 إلى 1993 (أول امرأة في هذا المنصب)، ونائب محلي في ولاية يوكاتان 1995-1997، وعضو مجلس الشيوخ من 1997 إلى 2000. في يناير 2006 عينتها الرئيسة فيسنتي فوكس مديرة لـ النظام الوطني للتنمية الأسرية المتكاملة.

## انتخابات حاكم يوكاتان
في ديسمبر 2006 نافست بايان على ترشيح حزب العمال لمنصب حاكم يوكاتان لكنها هزمت في الانتخابات التمهيدية من قبل خافيير أبرو سييرا. بعد نتائج الانتخابات الأولية غادرت بايان حزب العمل الوطني مدعية حدوث تزوير أثناء الانتخابات، ثم قبلت دعوة التقارب للترشح كمرشحة لانتخابات حاكم ولاية يوكاتان لعام 2007. خسرت بايان ضد مرشح الحزب الثوري الدستوري.